# Monica Schultz
Monica Helena Edith Schultz, född 20 mars 1942 i Stockholm, är en svensk tecknare känd för sina färgstarka skildringar av människor och vardagsliv i Sverige under 1960-, 70- och 80-talen. 
Schultz bildspråk känns igen i barnböcker, dags- och veckotidningar, tv-serier och romanomslag från ovan tidsperiod.
En del av hennes bokproduktion gjordes i nära samarbete med tecknaren och maken Göran Schultz (f.1943). De två ingick äktenskap 1965 och levde tillsammans fram till Görans bortgång 1999.
Schultz är dotter till filmregissören Eric Johnson och svenskläraren Helena Johanson. Monica Schultz studerade vid Nyckelviksskolan 1956–1957, Konstfack 1960–1961 och Anders Beckmans skola 1961–1964. Hon var verksam som frilansande tecknare och mellan åren 1999 och 2010 lärare i illustration på Sörängens folkhögskola i Nässjö.

## Yrkesliv
Genombrottet för Monica Schultz sker under slutet av 1960-talet då hon börjar formge bokomslag åt bokförlag som Aldus (Bonniers), Prisma och Tiden. Bland annat gör hon omslagen till serien med deckarromaner av den svenske författare som gick under pseudonymen Bo Baldersson. Ulla och Stieg Trenter, Agatha Christie, Kerstin Ekman, J.W. von Goethe och Fjodor Dostojevskij är andra författare vars bokomslag hon har formgivit. 
Fån 1968 fram till slutet av 1990-talet var hon en flitig illustratör i tidningar som Dagens Nyheter, Vi, Allt om mat, Femina, Vår Bostad, Folket i bild, samt danska tidningarna Alt för damerne och Politiken. 
1967 illustrerade Schultz sin första barnbok ”Mellis rymmer” med text av Marianne Söderbäck. Det var författaren Astrid Lindgren, i rollen som redaktör på förlaget Rabén & Sjögren, som förmedlade jobbet. Fram till 1976 illustrerade Schultz sammanlagt sju barnböcker med texter av Marianne Söderbäck.  
Genombrottet som barnbokstecknare kom 1970 då Monica Schultz tillsammans med poeten och författaren Sonja Åkesson gör ”Mamman och pappan som gjorde arbetsbyte”. Boken följer en familj där föräldrarna byter yrkesroller – mamman blir reparatör av telegrafstolpar och pappan stannar hemma med barnen. Ett aktuellt ämne i slutet av 1960-talet då allt fler svenska kvinnor tar steget från rollen som hemmafru till yrkesarbetare. Monica Schultz var under den här tiden engagerad politiskt och demonstrerade flera gånger mot Vietnamkriget, för almarna i Kungsträdgården och för Mullvadsockupationen. Hon engagerade sig också i intresseorganisationen Svenska Tecknare, som arbetade för bättre villkor för illustratörer och tecknare verksamma i Sverige.  
1974 visade Sveriges Radio (idag Sveriges Television) 17 avsnitt av den tecknade teveserien ”Sara”, med manus av Kerstin Thorvall och illustrationer av Monica Schultz. Berättelserna om flickan Saras vardag resulterade även i två barnböcker, ”Sara” (1975) samt ”Mer om Sara” (1977).
Mellan 1970 och 1990 anlitades Monica Schultz som illustratör till ett trettiotal barnböcker, flera av dem i samarbete med sin tecknande make Göran Schultz. 
1989 gav makarna Schultz ut barnboken ”Här kommer Bu-Ran och Seo-Ran från Sydkorea” på förlaget Natur & Kultur. Berättelsen är självbiografisk och skildrar den långa processen kring adoptionen av döttrarna Emma och Johanna. Monica och Göran tecknade och skrev boken tillsammans. Den lanserades i flera länder, bland annat i Sydkorea där den blev utnämnd till årets bästa faktabok för barn.
Efter maken Göran Schultz bortgång 1999 anställdes Monica Schultz som lärare i illustration på Sörängens folkhögskola i Nässjö. Hon arbetade kvar på skolan fram till sin pensionering 2010.
Med start 17 maj 2025 visar Vetlanda Museum en retrospektiv utställning med bilder ur Monica Schultz 40 år långa yrkesliv.